# Дюпюи дьо Лом (броненосен крайцер)
„Дюпюи дьо Лом“ (на френски: Dupuy de Lome) е броненосен крайцер на френския флот от края на XIX век. Той е първият в света крайцер с напълно бронирани надводни бордове. Родоначалник на френските броненосни крайцери, който оказва и сериозно влияние на крайцеростроенето в другите страни. Кръстен е в чест на Дюпюи дьо Лом, проектанта на първия в света брониран кораб (броненосец) за открито море. Построен в единствен екземпляр. Високата му стойност и сложността при построяването на „Дюпюи дьо Лом“ принуждават ръководството на френския флот да се откаже от серийно строителство и да премине към „бюджетни“ крайцери от типа „Амирал Шарне“.

## Проектиране и постройка
Корабът е разработен като развитие на доктрината за рейдерска война против търговското корабоплаване, която активно се застъпва от младата школа по военноморска теория „Jeune École“. Във връзка с активното строителство във флота на Великобритания на бронепалубни крайцери от 1-ви и 2-ри клас, по-рано отстояваните от „Jeune École“ небронирани или малки бронепалубни крайцери са счетени за недостатъчно ефективни като рейдери: те не биха могли да устоят в бой с многочислените британски бронепалубни крайцери. В основата на проекта „Дюпюи дьо Лом“ е стремеж да се създаде кораб, които априори превъзхожда по качества всеки бронепалубен крайцер.
Корабът е заложен през юли 1888 година, спуснат е на вода на 27 октомври 1890 г. и постъпва за изпитания през 1892 г. При това се появяват много проблеми: част от кованите стоманени бронеплочи, направени за крайцера, са признати за твърде слаби. Машинната установка, заради неудачното разположение на котлите не осигурявала проектната мощност и е заменена по инициатива на производителя. Заради всичко това корабът влиза в строй през 1895 г.

## Конструкция
Корпусът на крайцера е с характерните за френските кораби дълбоко извити бордове. Обромния таран имал форма на пура. Дължината на кораба била 114 метра, при ширина 15,7 метра. Газенето при нормално натоварване било 7,07 метра. Нормалната водоизместимост на крайцера е 6301 тона, а пълната – 6682 тона, като метацентричната височина при пълно натоварване не е била повече от 0,695 метра. Като резултат, корабът имал бавно, силно бордово люлеене и неговата ценност като артилерийска платформа била под въпрос.
Дългият таран не бил брониран, което правело нанасянето на таранен удар опасно за крайцера. Корпусът бил доста тесен на носа, за да се намалят евентуалните щети от стрелба с носовите оръдия право по курса. По протежение на корпуса имало надстройки на две нива. Двата силно раздалечени комина и двете тежки бойни мачти с масивни марсове довършвали силуета на кораба.

### Въоръжение
Въоръжението било разчитало на максимално мощен огън при догонване или отстъпление, тъй като създателите му предполагали, че основно той ще води бой като преследвач или при бягство от по-мощен противник. За първи път в световното крайцеростроене и основното и спомагателното въоръжение е изцяло в закрити въртящи се кули.
Той бил въоръжен с две 194-милиметрови 45-калиброви оръдия образец 1887 година, поставени в две броневи кули по бордовете в центъра на корпуса. Кулите са изнесени на спонсони: така при силен наклон по борда и двете 194 mm оръдия могат да водят огън право по носа или по кърмата. Спомагателното въоръжение е от шест 164 милиметрови 45 калиброви оръдия също образец 1887 година, разположени в еднооръдейни кули, по три на носа и на кърмата. По този начин пълният носов или кърмов залп се състоял от 3х164 mm и 2х194 mm оръдия и бил по-силен от бордовия залп (4х164 mm и 1х194 mm оръдие на всеки борд). Всичките 164 mm оръдия са на едно ниво, което прави насочването им по борда проблемно.
Противоминното въоръжение е от десет 47-mm и четири 37-mm скорострелни оръдия Хочкис, като първите са разположени на надстройката, а вторите на марсовете на бойните мачти (Бойни марсове). Корабът също така има и четири 450-mm надводни торпедни апарата, по два на борд.

### Брониране
Целият борд на кораба е защитен от 100 mm стоманена броня. Поясът слиза на 1,38 метра под водолинията и стига до главната палуба. Дебелината на бронята гарантирала защита от 120-mm снаряди на британските скорострелни оръдия на всякакви дистанции.
Хоризонталната защита се дава от бронепалуба, дебела 30 mm. Палубата била под водолинията: над машинното отделение и артилерийските погреби имало допълнителна 8 мм противоосколъчна палуба, която следвало да спира осколките от снарядите пробили главната палуба. Пространството между главната и противоосколъчната палуби можело да се използва като въглищни бункери, за увеличаване на запасите от гориво и допълнителна защита, но използването на въглищата от тези места било крайно неудобно.
Кулите на крайцера са със 100 мм броня, която гарантира защита от осколки и малокалибрени снаряди, за да се изведе кулата от строй трябвало пряко попадение в нея от голям калибър.
По дължината на целия борд от бронепалубата до височина 1 метър над водолинията имало запълнен с корк кофердам, който следвало да локализира ефекта от взривявавянето на снаряди. Корпусът под водолинията бил разделен на 13 водонепроницаеми траверсни прегради, и още три допълнително такива са разположени над водолинията. Като цяло защитата на кораба била изключително мощна и премислена, осигуряваща на крайцера практически пълна неуязвимост от снарядите на 100 – 120-mm скорострелни оръдия, най-разпространени тогава в британския и италианския флотове, и гарантирала достатъчна защита от тежките 150 – 203-mm бронебойни оръдия.

### Силова установка
Крайцерът имал три парни машини: работещата на средния вал била вертикална, а двете други – хоризонтални. 11 парни котела осигурявали мощност от 14 000 к.с. Крайцерът бил разчитан на максимална скорост от 20 възела, но на изпитанията в 1895 г. неговите машини дали само 13 186 к.с., което било само 19,73 възела (всъщност това на практика го правело един от най-бързите към този момент кораби). Запасът от въглища стигал за 7400 km икономичен ход (на 12,5 възела).

## История на службата
Заложен през 1888, крайцерът е спуснат на вода едва в 1890 г. Още повече че при строежа се появили множество проблеми: част от бронеплочите се оказали дефектни, на ходовите изпитания един от котлите експлодирал, а машините като цяло развили едва 10 380 к.с. и явно се нуждаели от доработка. Всичко това значително задържало приемането му от флота.
След злополучното строителство встъпил в строй през 1895 г. Включен е в състава на Северния ескадрон, базиран на атлантическото крайбрежие на Франция. Като най-нов в класа си, „Дюпюи дьо Лом“ активно се използвал при дипломатически посещения, включително посещението в Германия през 1895 (по случай откриването на канала в Кийл), Испания през 1896 и в Русия през 1897 г.
По време на службата са направени няколко модификации. През 1897 година са добавени странични (скулови) килове, което значително подобрило устойчивостта. 1902 е направен основен ремонт и много подобрения. Заменени са 20 от котлите с нови, водотръбни под високо налягане; монтиран е трети комин. Проблемът с претоварването опитали да разрешат като сменили кърмовата мачта с по-лека. Изпитанията през 1906 година показали недобри резултати: скоростта на пробата била едва 18,27 възела. За това веднага след ремонта крайцера и преведен в резерва на флота.
За кратко е върнат на активна служба през 1908 г., на мароканската станция. Към това време техническото състояние на кораба било вече достатъчно лошо; за капак на всичко, някога първокласният крайцер, след двадесет години служба вече бил морално и технически остарял и имал ограничено значение заради ниската си скорост. През 1909 г. отново е преведен в резерва, а от планирания ремонт се отказали, с цел икономия.
1910 правителството на Перу, притеснено от възможността Еквадор да купи италианският бронепалубен крайцер „Умбрия“, взело решение да подсили флота си (който бил два леки крайцера, строени в Англия). Перуанската делегация пристигнала във Франция, с надеждата да купи големи бойни кораби. Заради ограничения военноморски бюджет на Перу, надеждите им не се увенали с успех, но все пак французите се съгласили да им продадат „Дюпюи дьо Лом“ за три милиона франка.
Преименуван на „Команданте Агуирре“, стария крайцер бил основно ремонтиран и формално предаден на Перу през 1912 г. Но тогава Еквадор се отказал от покупката на „Умбрия“ (купена накрая от Хаити) и перуанското правителство изгубило интерес към сделката. Корабът останал във Франция; през 1917 г., правителство на Перу го върнало на французите с условие да им възстановят парите, след приспадане на средствата отделени за ремонта.
През 1918 бившият крайцер, вече преименуван на „Перуанец“ е продаден на белгийска компания, която го преоборудвала на въглевоз, като демонтирали страничните машинни отделения, които станали въглищни бункери. Службата му била кратка, след пожар през 1920 г., крайцерът е предаден за скрап.

## Оценка на проекта
За своето време, „Дюпюи дьо Лом“ бил революционен проект, който бил радикално противоположен на всички предходни концепции в крайцерското корабостроене. Съчетавайки отлична защита от артилерията среден калибър, с много добра скорост и добре защитена скорострелна собствена артилерия, той бил истински „изтребител на бронепалубни крайцери“, способен да унищожи всеки кораб от този вид, без да получи тежки повреди и същевременно да избяга от по-големите броненосци.
Крайцерските сили на Великобритания – основен потенциален противник на френския флот през 19 век – били основно от бронепалубни крайцери 2-ри клас. Типичен пример са заложените с „Дюпюи дьо Лом“ бронепалубни крайцери тип „Аполо“. С водоизместимост около 3600 тона и броня във вид само на хоризонтална бронепалуба те могли да бъдат унищожени от неговите скорострелни оръдия практически на всяка дистанция. Неговата броня надеждно го пазела от 120 mm оръдия на британските крайцери, а на големи дистанции и от 152 mm предни и задни британски оръдия.
Даже големите, първокласни бронепалубни крайцери на Великобритания – например 9000 тонните тип „„Блейк““ и 8000 тонните тип „„Едгар““ остъпвали на „Дюпюи дьо Лом“, защото незащитените им надводни бордове лесно ще бъдат пробити от неговите скорострелни оръдия, което ще доведе до по-ниската им скорост и унищожаване на незащитената им артилерия.